# プネウモキスチス
- プネウモキスチス[1]
- ニューモシスティス[2]
- ニューモシスチス[3]

プネウモキスチス（ニューモシスティスとも） Pneumocystis はほ乳類の肺に寄生する生物。この属に分類されるイロベチイ (P. jirovecii) はニューモシスチス肺炎（旧・カリニ肺炎）の病原虫として知られる。かつては原虫と考えられていたが、近年になって極めて特異な子嚢菌類の一員であることが判明した。
この生物はほ乳類の細胞外寄生者である。不定形の小型アメーバ様の栄養体を持つ。世界的に広く分布し、宿主はヒトを始め、ネズミ（ラットとハツカネズミ（マウス））、フェレット、ウマ、ブタ、ウサギ、サルなどが含まれる。特にHIV感染者に見られる劇症性の肺炎の原因として有名である。この記事は、この生物の生物学的な面について記すため、この病気に関することはニューモシスチス肺炎を参照されたい。
なお、この病気をカリニ肺炎と呼ぶのはその病原虫を P. carinii としていたためである。ただしこれはラットのものであり、ヒトに寄生するものは現在では別種のニューモシスチス・イロベチイ P. jirovecii とされている。当初はこの属は単型とされたが、現在では宿主によって種が異なると見られている。ただし詳細は未解明である。

## 特徴
形態としては栄養体 (trophozoite)、シスト (cyst)、プレシスト (precyst)、種虫 (sporozoite または intracystic bodies) の四つが区別される。栄養体は多形的で径2-4μm、薄膜で核を一つ持つか、時に複数を持つ。
シストは球形からコップ型、三日月型などで径4-8μm、中が詰まっている場合や空の場合、壊れている場合もある。あるものは黒い小体か点を含む。ここには孔があり、これは種虫を放出するためのものと考えられる。シストの中には最大8個の種虫が含まれる。

### 生活環
栄養体は肺にある肺胞の内腔に寄生し、その輪郭は発生初期には不規則になっている。これは単相の核を複数持つ多核体である。この細胞は分裂によってその数を増すものと考えられている。
このような細胞が互いに融合すると、すぐに内部で核の融合が起きる。これによって生じた複相の核の周りで細胞が仕切られると、これは初期の子嚢となる。この中で核が減数分裂を行い、その後に体細胞分裂が生じる。これによって8個の核が出来る。成熟した胞子は子嚢の壁が裂けることで放出される。
ただしこの生物は絶対寄生菌であり、培養が極めて困難で、また野外におけるその生存の様子が全くわかっていない。そのために生活環の究明が困難になっている面もある。分散の様子もよくわかっていない。空気感染であるとも言われるがはっきりしない。
なお、この生物の寄生性は種特異的で、たとえばマウスから得られたものをラットに移しても顕著な増殖は見られず、発病も起こらない。これに対して、ラットのものをラットに移植すると、急激な増殖と深刻な病状が現れる。

### 培養
この生物の培養法は確定していない。ほ乳類の細胞と共に二員培養する方法なども検討されたが、ごく短期間の培養しかできなかった。
1999年にMeraliらが純粋培養に成功しているが、これはMinimal Essential 培地に馬の血清やその他微量成分を含む液体培地で、コラーゲンでコートした多孔膜の上に育てるという方法である。この方法ではこの生物は二日足らずの周期で増殖をするが、数日でその速度は急速に落ちる。そのため、その生育している基面を乱さないようにしながら頻繁に培地を変える必要がある。ただしこの方法も他の研究室で確立されてはいない。
培養法がないことが、この生物の研究の発展を遅らせた一つの原因でもある。現在ではDNAを用いる分析法の発達がその一部を埋めている。

## 経過
この生物が発見されたのは1912年であり、ネズミの肺から発見されたそれは原生動物であると考えられた。これが人から発見されるようになったのは1942年、広く知られるようになったのはエイズ蔓延の後であった。
発見当初からこの生物は原生動物と考えられ、それが1980年代まで続いた。その理由としては、その形態が原生動物を思わせる反面、菌類を思わせる面がなかったこと、それに抗菌性の薬剤の効果が少なく、原生動物に使われる薬剤の効果が大きかったことが上げられる。
ただし、この生物の原生動物としての位置づけは長く明らかにならず、一部で酵母との類縁を指摘する声があった。1970年以降にこの生物の胞子形成の過程が微細構造のレベルで研究された結果、この過程が減数分裂であることが示された。これはこの胞子が子嚢胞子であることを強く示唆するものであった。分子系統の結果もこれを支持し、その検討の結果、これが子嚢菌の系統の基底から分枝したものであるとの判断が出た。
この生物は当初は単一種、 P. cariniiとされてきた。だがこのような遺伝子レベルの情報でその分類上の位置が明らかになると同時に、ほ乳類の宿主の違いに応じた寄生虫体の遺伝的な差異が明らかになり始めた。これは当初はヒトから取り出されたものと実験室の動物のものとのタンパク質における分子レベルの差異として見いだされた。ヒトに寄生するものについては上記のように P. jirovecii とされている。この名は表現形の特徴によってこの属を分類した研究に基づいて1976年に提示され、その後再記載された。ちなみにこの種小名は、イロベチイが起こすヒトのニューモシスチス肺炎を初めて報告したチェコの寄生虫学者、オットー・イロヴェツ (Otto Jírovec) に献名されたものである。
なお、この間にDNAの情報からは種の切り分けが困難で誤りを起こしかねないとの判断から、特に三名式の命名法が提案されたこともある。これは宿主の種ごとに異なるだろうこの生物を、すべてP. carinii 内の型と見なし、たとえば人間に寄生するものは Pneumocystis carinii formae specialis hominis (P. carinii f. sp. hominis)とするものである。この名を使っている文献も散見される。
P. jirovecii と P. cariniiが独立の種であることは間違いないとされる。18s rRNA の塩基配列では両者の違いは5%であるが、この差異は本属とタフリナ属（本属と同じタフリナ菌亜門に所属し、綱のレベルで異なる植物寄生菌）との間の差（約6%）に近い。
ラテン語の文法上は P. jirovecii が正しいが、P. jiroveci もよく誤用される表記である。これは原虫から真菌への再分類に伴い、採用される命名規則が国際動物命名規約から国際藻類・菌類・植物命名規約に切り替わったためである（国際藻類・菌類・植物命名規約では、iを2つ重ねる P. jirovecii が正しい）。

## 分類
タフリナ菌亜門に含め、この1属でプネウモキスチス綱プネウモキスチス目プネウモキスチス科を立てる。これは主として分子系統による判断に基づくが、またこの生物の生活環が分裂酵母のそれによく一致するという指摘もある。また、減数分裂の様子はタフリナのそれに類似する。
種については上記のように長く単一の種のみ認められた。現在は宿主特異的な複数の種があると考えられているが、その数は不明である。形態的には宿主が異なってもこの生物の形態はほとんど差が見られない。